# دايموند جيني
دايموند جيني (بالإنجليزية: Diamond Jenness)‏‏ (10 فبراير 1886 في ويلينغتون - 29 نوفمبر 1969 في تشلسي) عالم إنسان، وكاتب يوميات من كندا.

## الجوائز
- زمالة غوغنهايم
- ميدالية ماسي [الإنجليزية]‏
- شريك وسام كندا

## روابط خارجية
- دايموند جيني على موقع ميوزك برينز (الإنجليزية)